# Declana feredayi
Declana feredayi là một loài bướm đêm trong họ Geometridae.